# Шајинце
Шајинце је насеље у Србији у општини Трговиште у Пчињском округу. Према попису из 2022. било је 70 становника (према попису из 2002. било је 90 становника).

## Историја
У месту је радила српска народна школа између 1850-1883. године. После прекида обновљена је 1892. године. Ту школу су посећивала деца из седам околних места.
Када се 1899. године прослављала школска слава Св. Сава чинодејствовао је и беседио поп Риста Поповић. Школски домаћин славе био је лончар Крста Миленковић. У школи је изговорио светосавску беседу учитељ Јован Протић. Савиндан су иначе славиле многе куће у селу као крсну славу.

## Демографија
У насељу Шајинце живи 62 пунолетна становника, а просечна старост становништва износи 37,9 година (33,9 код мушкараца и 42,5 код жена). У насељу има 30 домаћинстава, а просечан број чланова по домаћинству је 3,00.
Ово насеље је великим делом насељено Србима (према попису из 2002. године).
|  |

| Демографија | Демографија | Демографија |
| Година      | Становника  | Становника  |
| ----------- | ----------- | ----------- |
| 1948.       | 311         |             |
| 1953.       | 282         |             |
| 1961.       | 253         |             |
| 1971.       | 166         |             |
| 1981.       | 113         |             |
| 1991.       | 79          | 79          |
| 2002.       | 90          | 90          |
| 2011.       | 60          |             |

| Етнички састав према попису из 2002.‍ | Етнички састав према попису из 2002.‍ | Етнички састав према попису из 2002.‍ | Етнички састав према попису из 2002.‍ | Етнички састав према попису из 2002.‍ |
| ------------------------------------ | ------------------------------------ | ------------------------------------ | ------------------------------------ | ------------------------------------ |
|                                      |                                      |                                      |                                      |                                      |
| Срби                                 | Срби                                 |                                      | 88                                   | 97,77%                               |
| Македонци                            | Македонци                            |                                      | 1                                    | 1,11%                                |
| Албанци                              | Албанци                              |                                      | 1                                    | 1,11%                                |
| непознато                            | непознато                            |                                      | 0                                    | 0,0%                                 |

| Година пописа     | 1948. | 1953. | 1961. | 1971. | 1981. | 1991. | 2002. |
| ----------------- | ----- | ----- | ----- | ----- | ----- | ----- | ----- |
| Број домаћинстава | 48    | 43    | 47    | 44    | 38    | 26    | 30    |

| Број чланова      | 1 | 2  | 3 | 4 | 5 | 6 | 7 | 8 | 9 | 10 и више | Просек |
| ----------------- | - | -- | - | - | - | - | - | - | - | --------- | ------ |
| Број домаћинстава | 7 | 10 | 2 | 3 | 4 | 3 | 1 | 0 | 0 | 0         | 3,00   |

| Пол    | Укупно | Неожењен/Неудата | Ожењен/Удата | Удовац/Удовица | Разведен/Разведена | Непознато |
| ------ | ------ | ---------------- | ------------ | -------------- | ------------------ | --------- |
| Мушки  | 33     | 7                | 22           | 3              | 1                  | 0         |
| Женски | 34     | 5                | 23           | 6              | 0                  | 0         |
| УКУПНО | 67     | 12               | 45           | 9              | 1                  | 0         |

| Пол    | Укупно                    | Пољопривреда, лов и шумарство | Рибарство                            | Вађење руде и камена | Прерађивачка индустрија       |
| ------ | ------------------------- | ----------------------------- | ------------------------------------ | -------------------- | ----------------------------- |
| Мушки  | 25                        | 9                             | 0                                    | 0                    | 9                             |
| Женски | 29                        | 18                            | 0                                    | 0                    | 10                            |
| УКУПНО | 54                        | 27                            | 0                                    | 0                    | 19                            |
| Пол    | Производња и снабдевање   | Грађевинарство                | Трговина                             | Хотели и ресторани   | Саобраћај, складиштење и везе |
| Мушки  | 0                         | 0                             | 1                                    | 0                    | 0                             |
| Женски | 0                         | 0                             | 0                                    | 1                    | 0                             |
| УКУПНО | 0                         | 0                             | 1                                    | 1                    | 0                             |
| Пол    | Финансијско посредовање   | Некретнине                    | Државна управа и одбрана             | Образовање           | Здравствени и социјални рад   |
| Мушки  | 0                         | 0                             | 2                                    | 1                    | 0                             |
| Женски | 0                         | 0                             | 0                                    | 0                    | 0                             |
| УКУПНО | 0                         | 0                             | 2                                    | 1                    | 0                             |
| Пол    | Остале услужне активности | Приватна домаћинства          | Екстериторијалне организације и тела | Непознато            | Непознато                     |
| Мушки  | 0                         | 0                             | 0                                    | 3                    | 3                             |
| Женски | 0                         | 0                             | 0                                    | 0                    | 0                             |
| УКУПНО | 0                         | 0                             | 0                                    | 3                    | 3                             |